# Braun (entreprise)
Pour les articles homonymes, voir Braun.
Braun, ou Braun GmbH (prononcé en allemand : [bʁaʊn] ), est un fabricant d'appareils électroménagers allemand. 
L'entreprise a été fondée par Max Braun, un ingénieur allemand qui a débuté dans un petit atelier en 1921, dans la ville de Francfort. De 1984 à 2005, Braun est une filiale à part entière de Gillette, qui avait acquis des parts en 1967. Braun devient une filiale du groupe Procter & Gamble avec l'acquisition de Gillette en 2005. Du milieu des années 1950 à la fin des années 1990, le designer allemand Dieter Rams rend les produits de la marque fameux par leur design simple et sobre et leur fonctionnalité. Le 17 avril 2012, la société américaine Procter & Gamble revend au groupe Italien DeLonghi toutes les divisions électroménager de Braun et ne conserve que la division rasoirs, hygiène dentaire et épilateurs.
En 2020, l'entreprise Braun fabrique des rasoirs électriques « à grille » pour homme et femme, des brosses à dents électriques, des pieds mixeurs, des fers à repasser, des appareils pour le petit déjeuner, des sèche-cheveux.

## Histoire

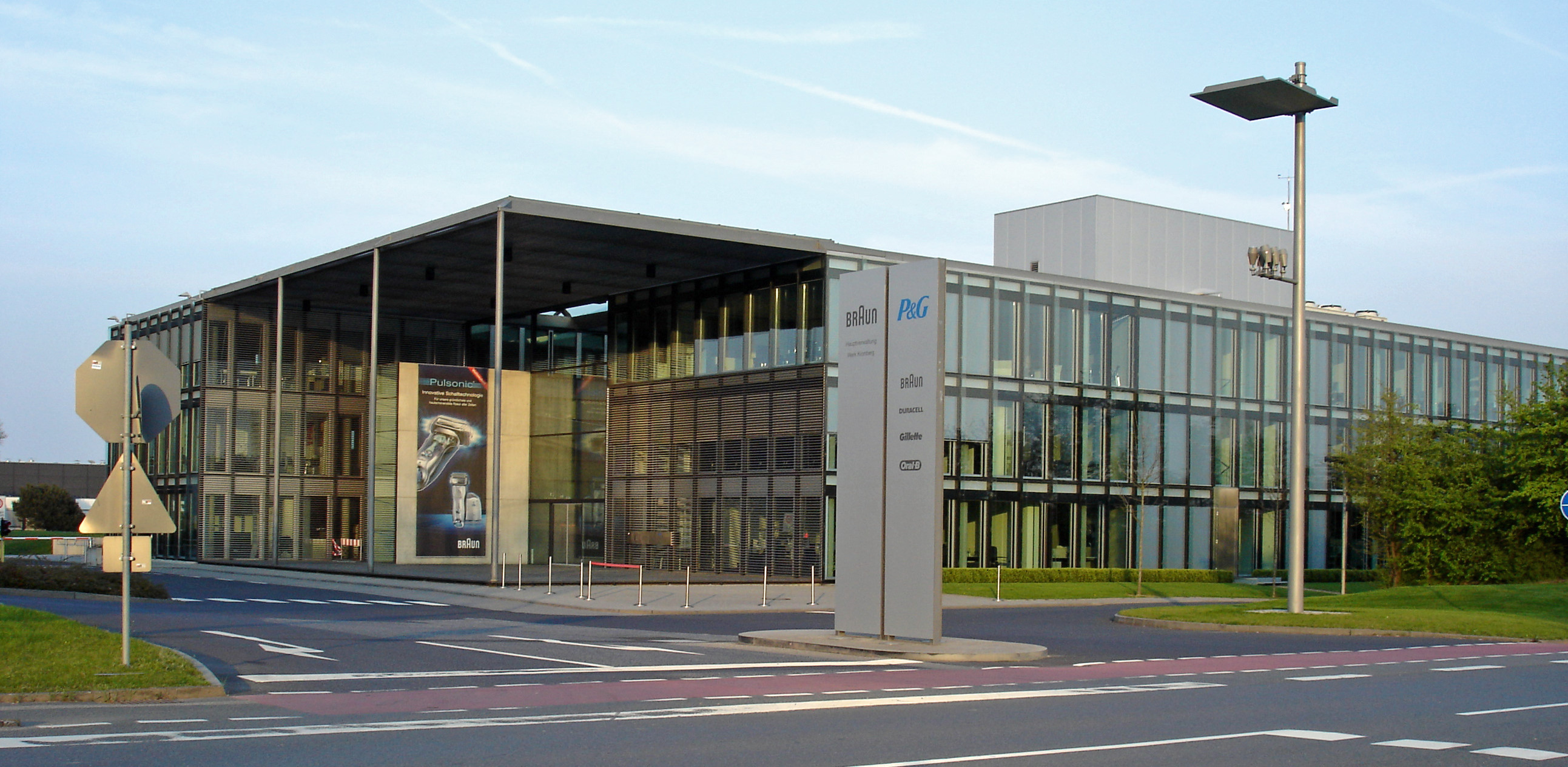
Braun à Kronberg

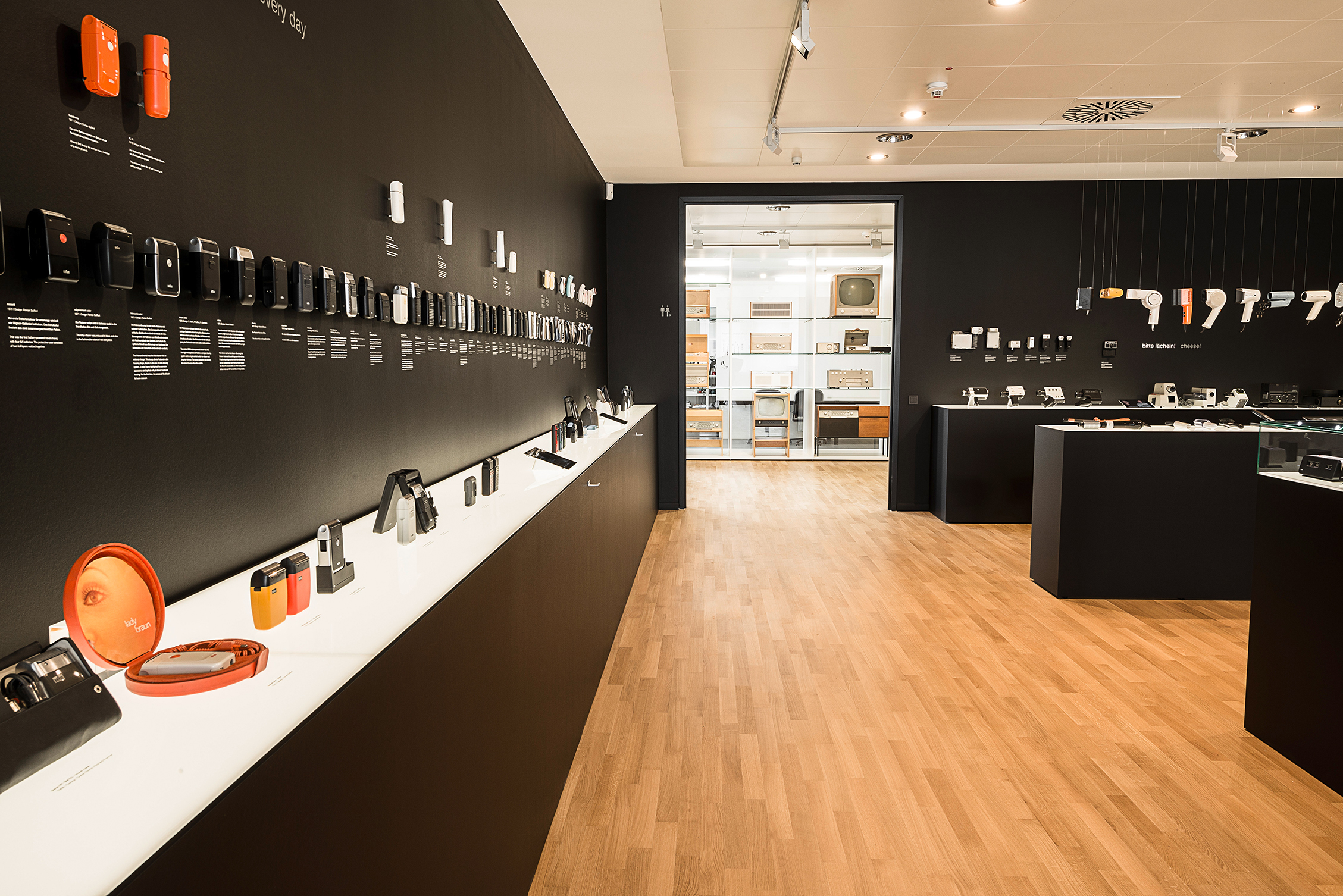
BraunSammlung, Kronberg

Max Braun, ingénieur en mécanique, fonde en 1921 un petit atelier d'ingénierie à Francfort-sur-le-Main,. En 1923, il commence à produire des composants pour postes radio. En 1928, l'entreprise connaît une telle croissance, en partie grâce à l'utilisation de certains matériaux plastiques, qu'elle déménage dans de nouveaux locaux sur Idsteiner Strasse.
En 1929, huit ans après avoir ouvert sa boutique, Max Braun commence à fabriquer des postes de radio dans leur totalité. Peu de temps après, Braun devient alors l'un des principaux fabricants de radio en Allemagne. Cette évolution se poursuit avec le lancement de l'un des premiers combinés radio et tourne-disques en 1932.
En 1935, la marque Braun est introduite, et l'incarnation originale du logo avec le « A » allongée née . Lors de l'Exposition universelle de 1937 à Paris, Max Braun reçoit un prix pour ses réalisations en phonographie. Pendant la Seconde Guerre mondiale, Braun est contraint d'abandonner son secteur de prédilection pour le secteur civil. En 1944, les usines de Francfort sont alors presque entièrement détruites et Max Braun commence à reconstruire son entreprise.
Après la guerre, Braun continue de produire des radios et des équipements audio à la pointe de la technologie, et il se fait rapidement connaître pour ses lecteurs audio et d'enregistrement de grande qualité y compris la célèbre gamme SK. Braun est alors pendant quelques années le seul détenteur de licence étrangère du haut-parleur électrostatique QUAD. 
En 1951, les frères Erwin et Artur Braun héritent de l'entreprise après la mort de Max Braun,. 
En 1954, la société commence également à produire des projecteurs de diapositives, un pilier de son activité pendant les quarante années qui suivront. 
En 1956, Braun commercialise le premier projecteur de diapositives à film à plateau entièrement automatique, le projecteur de diapositives PA 1. 
Les années 1950 ont également marqué le début du produit pour lequel Braun fait notamment sa renommée aujourd'hui : le rasoir électrique. Le S 50 fut alors le premier rasoir électrique Braun. Conçu en 1938, la Seconde Guerre mondiale retarde son lancement jusqu'en 1951. Ce rasoir comportait un bloc de coupe oscillant avec une feuille d'acier très mince, mais très stable montée au-dessus. Ce principe est toujours utilisé dans les rasoirs Braun ! 
Les années 1950 ont également vu le début des appareils de cuisine, comme le mélangeur MX 3 et la machine de cuisine (Küchenmaschine ou machine de cuisine) Braun KM 3. Le KM 3 est une famille de robots culinaires qui débuta avec le modèle KM 3/31 en 1957. Conçues par Gerd Alfred Müller, ces appareils furent construits sous une forme presque identique pendant 36 ans, jusqu'en 1993.
En 1962, Braun devient Braun AG, une société cotée en bourse. En 1963, la société commence à distribuer les microphones du fabricant américain Shure en Allemagne. Toujours dans les années 1960, Braun crée la radio de poche T3 imaginée par Rams, qui rend fameux les produits de cette marque par un design simbre et sobre. À cette époque, les projecteurs de diapositives Braun comportaient des optiques de haute qualité et une construction tout en métal combiné à un style élégant : ils concurrencent ainsi les produits Eastman Kodak et Leitz haut de gamme sur le marché mondial. Braun a également commencé à distribuer en Allemagne des caméras système SLR moyen format produites par le fabricant japonais de caméras Zenza Bronica, ainsi que des caméras de marque Braun-Nizo et des caméras Super 8 (anciennement Niezoldi & Krämer GmbH ; achetées par Braun en 1962). En 1967, une part majoritaire de l'entreprise est acquise par le conglomérat Gillette Group de Boston, dans le Massachusetts.
Dans les années 1970, Braun commence à se concentrer sur les appareils électroménagers, notamment les rasoirs, les cafetières, les horloges et les radios. La gamme de projecteurs de diapositives et de produits hi-fi de la société est alors abandonnée.
En 1981, la division audio de l'entreprise, issue de l'ancien cœur de métier de Braun, est créée au sein de Braun Electronic GmbH, une filiale de Gillette juridiquement indépendante. Braun Electronic GmbH sort son dernier poste audio en 1990 avant la fermeture de l'entreprise. Toujours au début des années 80, Braun vend sa division de photographie et de projection de diapositives à Robert Bosch GmbH.
En 1982, le Groupe Gillette décide d'intégrer Braun à la société mère en prenant le contrôle total de ses opérations. En 1984, Braun arrête la production de briquets. La même année, Braun devient une filiale à part entière du groupe Gillette.
Au milieu des années 1990, Braun occupe une position de leader mondial dans la fabrication d'appareils ménagers, mais des problèmes de rentabilité commencent à faire surface. De nombreux concurrents se mettent à copier les produits Braun en faisant produire ces imitations dans des pays où la main-d'œuvre est très bon marché. Les poursuites de la marque contre ces entreprises concurrentes coûtent beaucoup à l'entreprise. 
En 1998, Gillette décide de faire de Braun AG une entreprise privée avant de racheter une part de 19,9% dans sa filiale Gillette Company Inc., que Braun avait acquise en 1988. L'année suivante, l'organisation des ventes de Braun fusionne avec celles des autres divisions commerciales de Gillette pour un souci de réduction des coûts. À la fin des années 1990, Braun et Gillette subissent des pertes dans plusieurs domaines. Afin de se refaire, Gillette envisage la cession des activités les moins rentables de Braun, telles que les appareils de cuisine et les thermomètres, mais abandonne l'idée quelques mois plus tard quand aucun acheteur n'est trouvé.  Les ventes de Braun dans ces domaines ont commencé à se redresser en 2000.
Le groupe Gillette est acquis par Procter & Gamble ("P&G") en 2005, faisant de Braun une filiale en propriété exclusive de P&G. Début 2008, P&G cesse de vendre des appareils Braun, à l'exception de certains appareils tels que les rasoirs et les brosses à dents électriques, sur le marché des États-Unis. 
En 2012, le groupe italien De'Longhi rachète la gamme de produits Braun relative aux appareils de cuisine et soin du linge.

## Activité
Braun compte plusieurs sites de production implantés dans plusieurs pays dont l'Allemagne, l'Irlande, et la Chine. Le siège social technique de Braun GmbH est à Kronberg, en Allemagne, et le siège Affaires (P&G Braun) est aujourd'hui en Suisse, à Genève. Cette société est présente dans cent pays par ses services à la clientèle et ses points de vente. 

### Produits
Les produits Braun comprennent les catégories suivantes :
- Rasage  (rasage électrique, coupe de cheveux, coupe de barbe)
- Soins bucco-dentaires (maintenant sous la marque Oral-B)
- Soins de la personne (soins capillaires et épilation)
- Santé et bien-être (thermomètres)
- Préparation culinaire (cafetières, moulins à café, grille-pain, mélangeurs, centrifugeuses)
- Soin du linge (fers et centrales vapeur)
- Horloges, montres et calculatrices (sous licence)

En 2020, Braun se concentre sur ses catégories principales (rasage et soins, beauté et soins capillaires) pour la partie possédée par Procter&Gamble, mais également à ses autres catégories gérées par De'Longhi telles que la préparation culinaire et le soin du linge. La société était auparavant un fabricant de robots culinaires, de radios, de projecteurs de diapositives, d'appareils photo et de systèmes de son haute fidélité.